# Patrick Demars
Patrick Demars, né le 13 janvier 1953 est un ancien joueur de basket-ball français.

## Carrière
- 1970-1974  :  ASVEL Villeurbanne (Nationale 1)
- 1974-1979  :  ASPO Tours (Nationale 1)

Formé à l'ASVEL, il a quitté son club formateur pour l'ASPO Tours (comme Jean-Michel Sénégal).

## Palmarès
- Champion de France en 1971 ASVEL Villeurbanne
- Champion de France en 1972 ASVEL Villeurbanne
- Champion de France en 1976 ASPO Tours
- Finaliste de la Coupe des coupes en 1976